# Goliathus cacicus
Goliathus cacicus är en skalbaggsart som beskrevs av Olivier 1789. Goliathus cacicus ingår i släktet Goliathus och familjen Cetoniidae. Inga underarter finns listade i Catalogue of Life.

## Bildgalleri

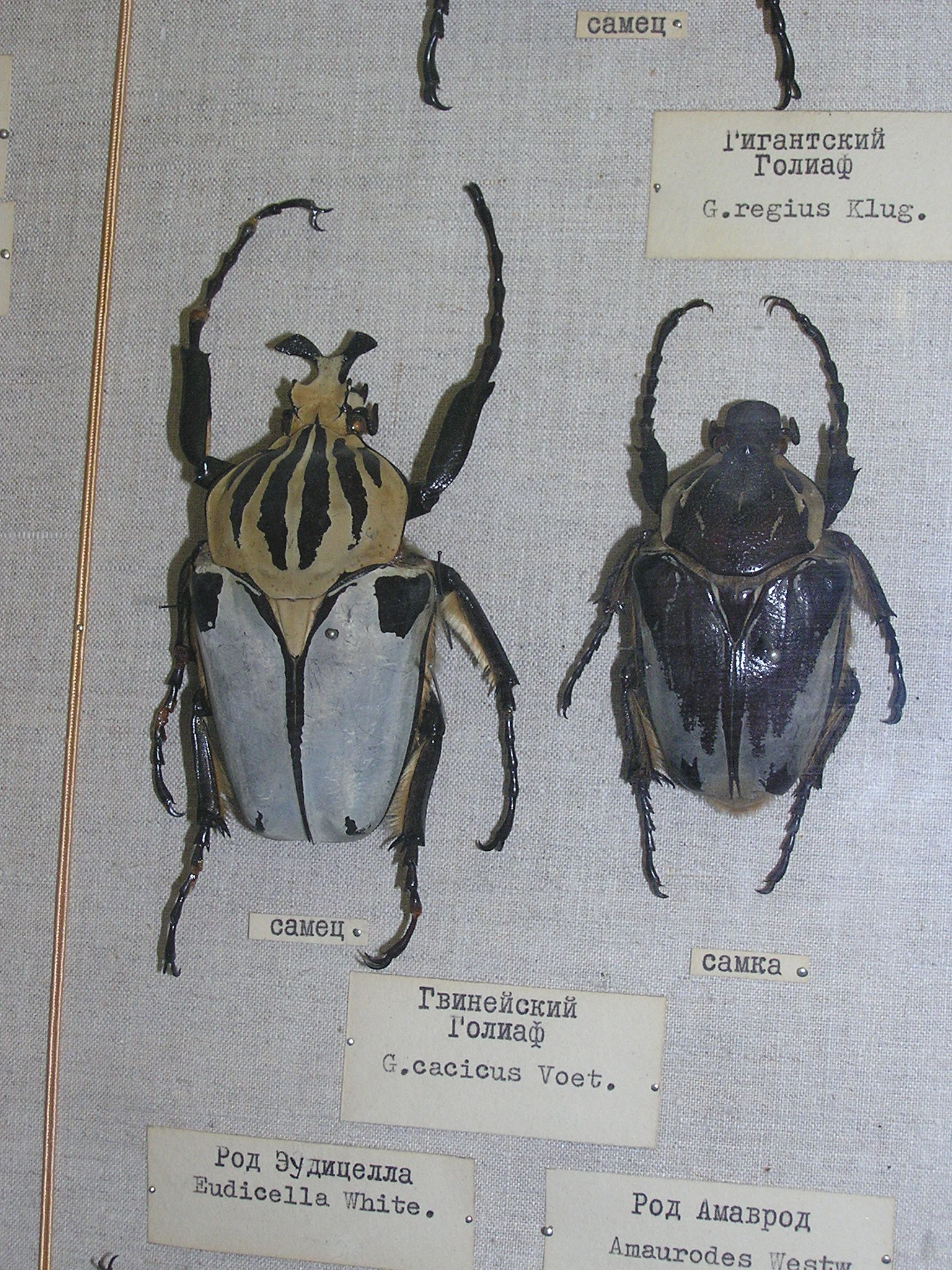
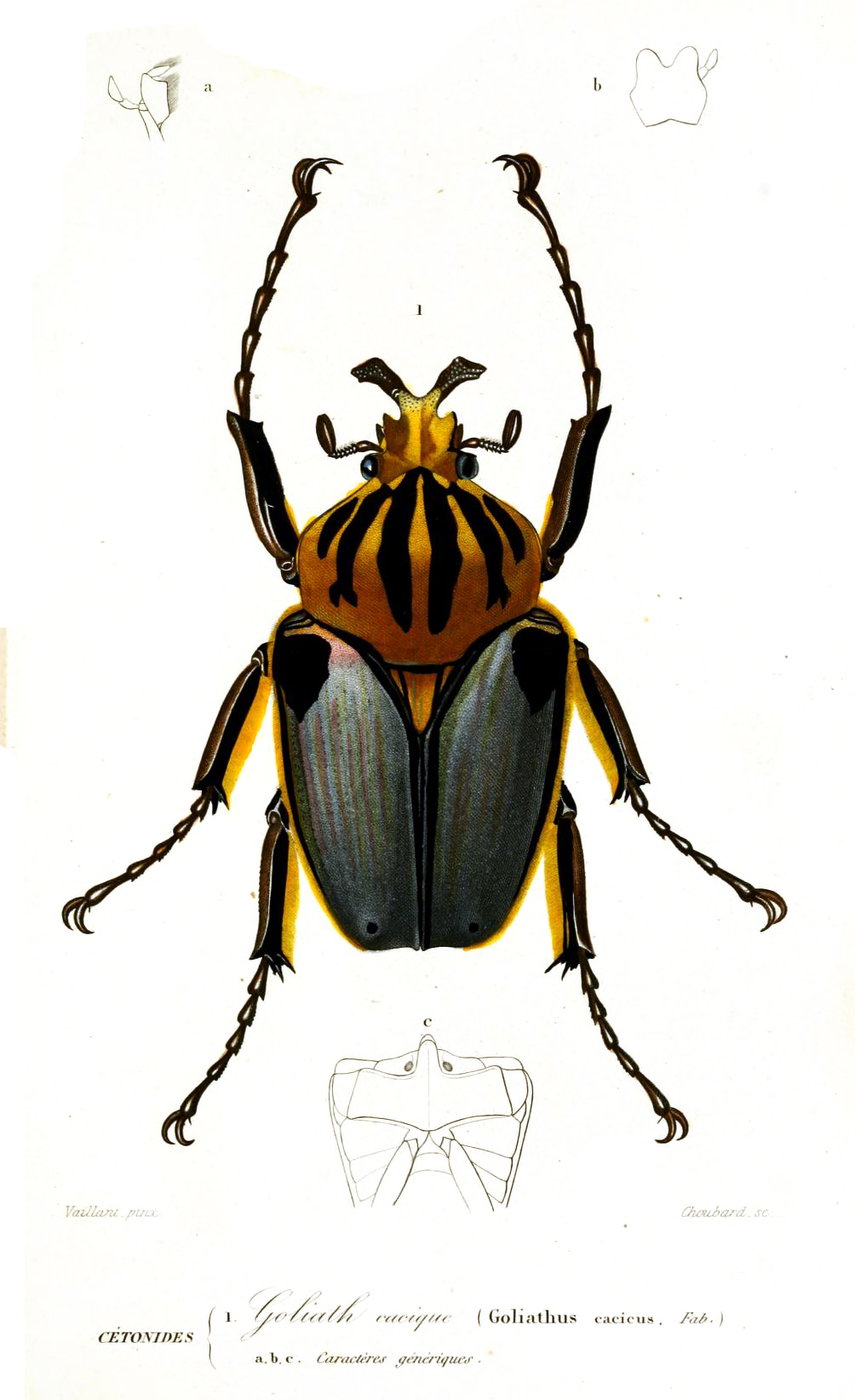
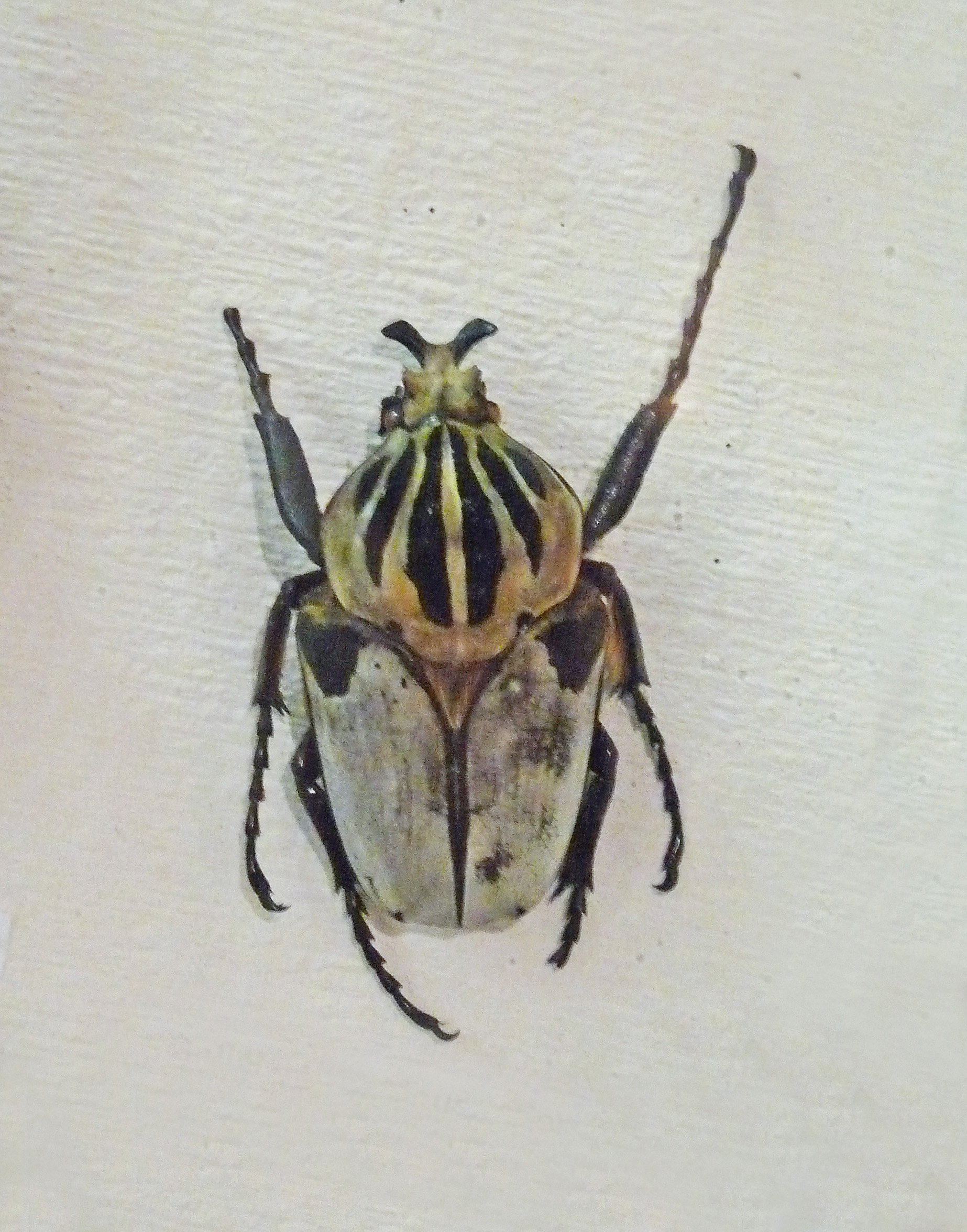
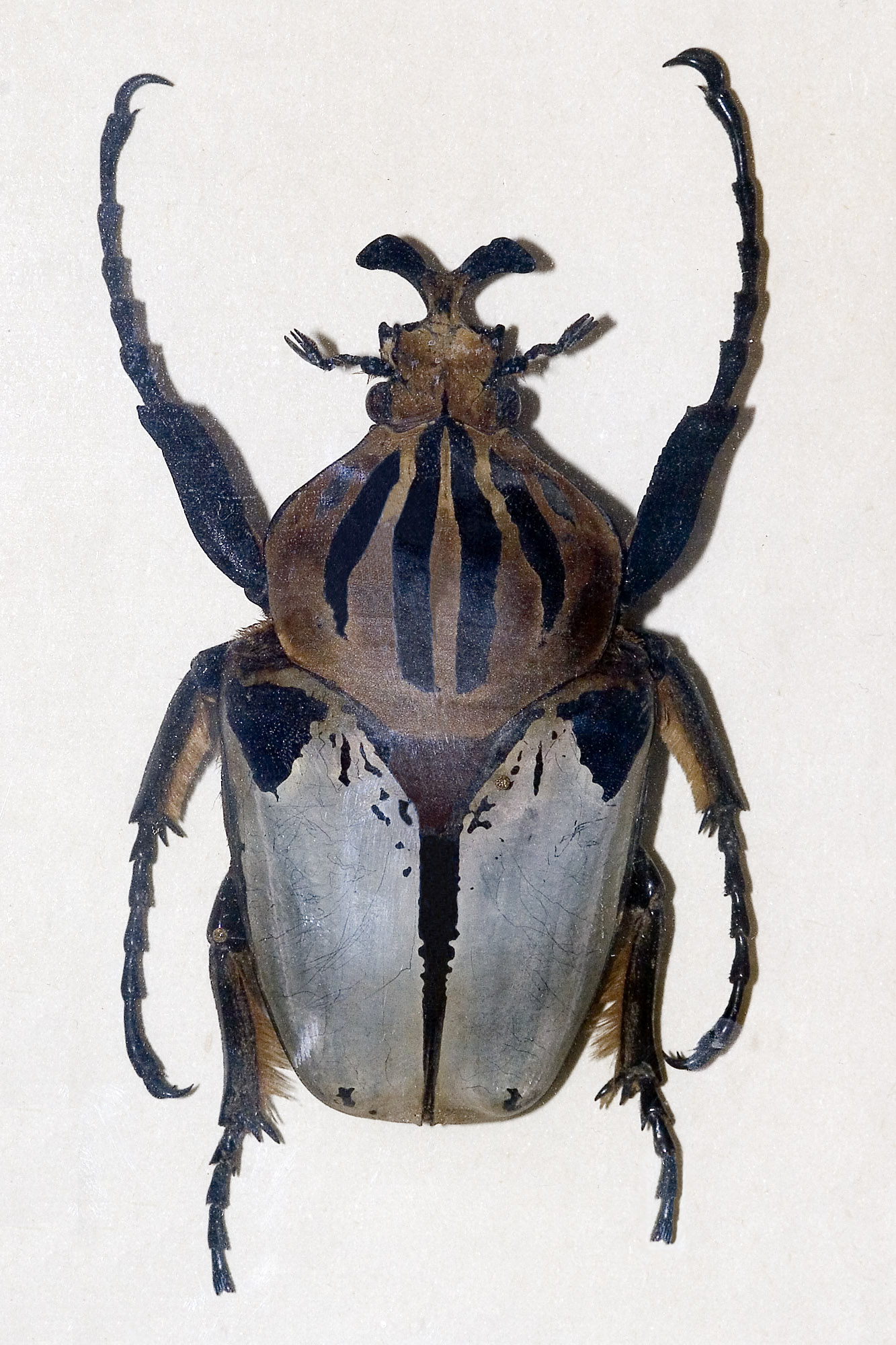
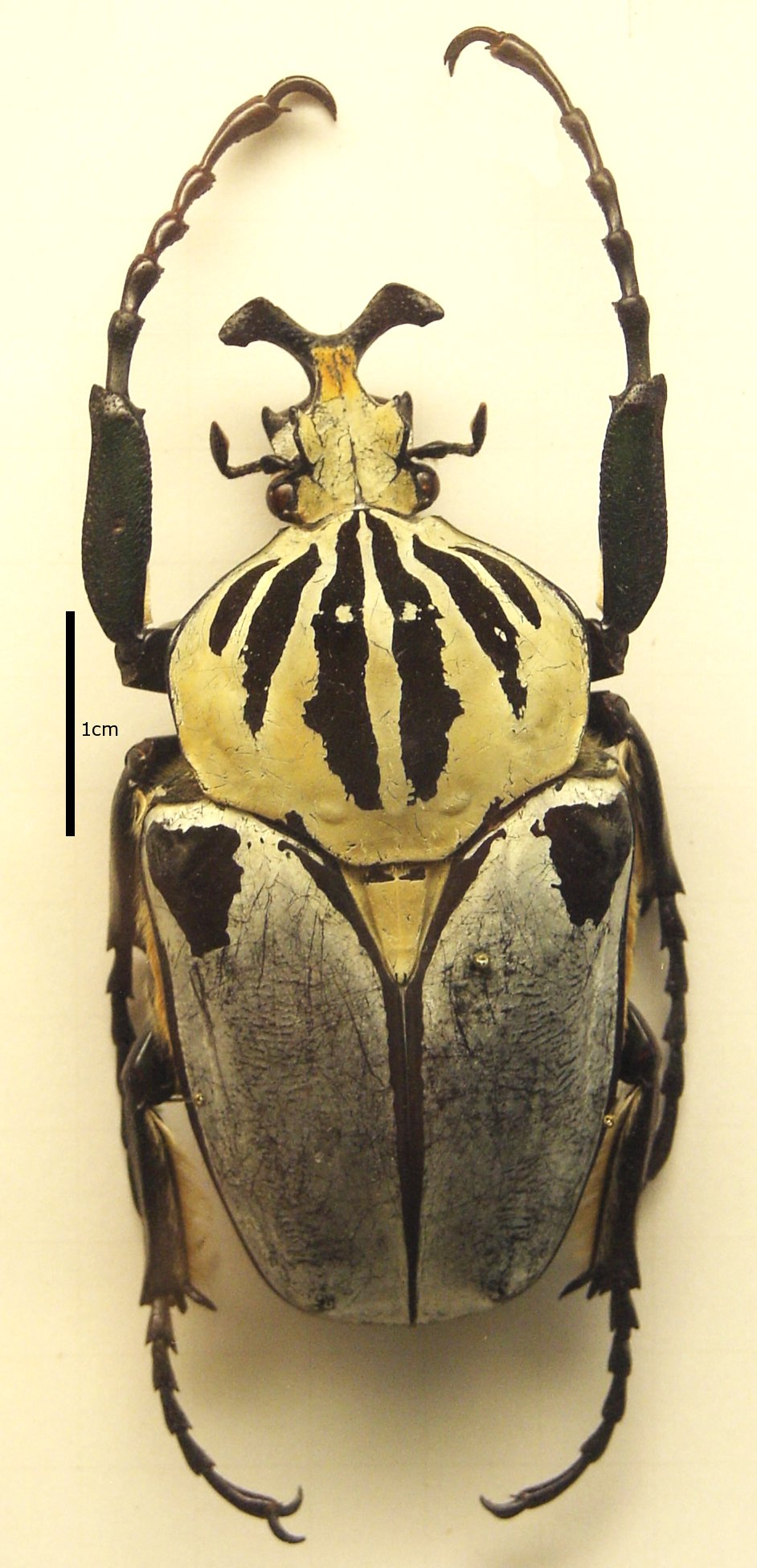
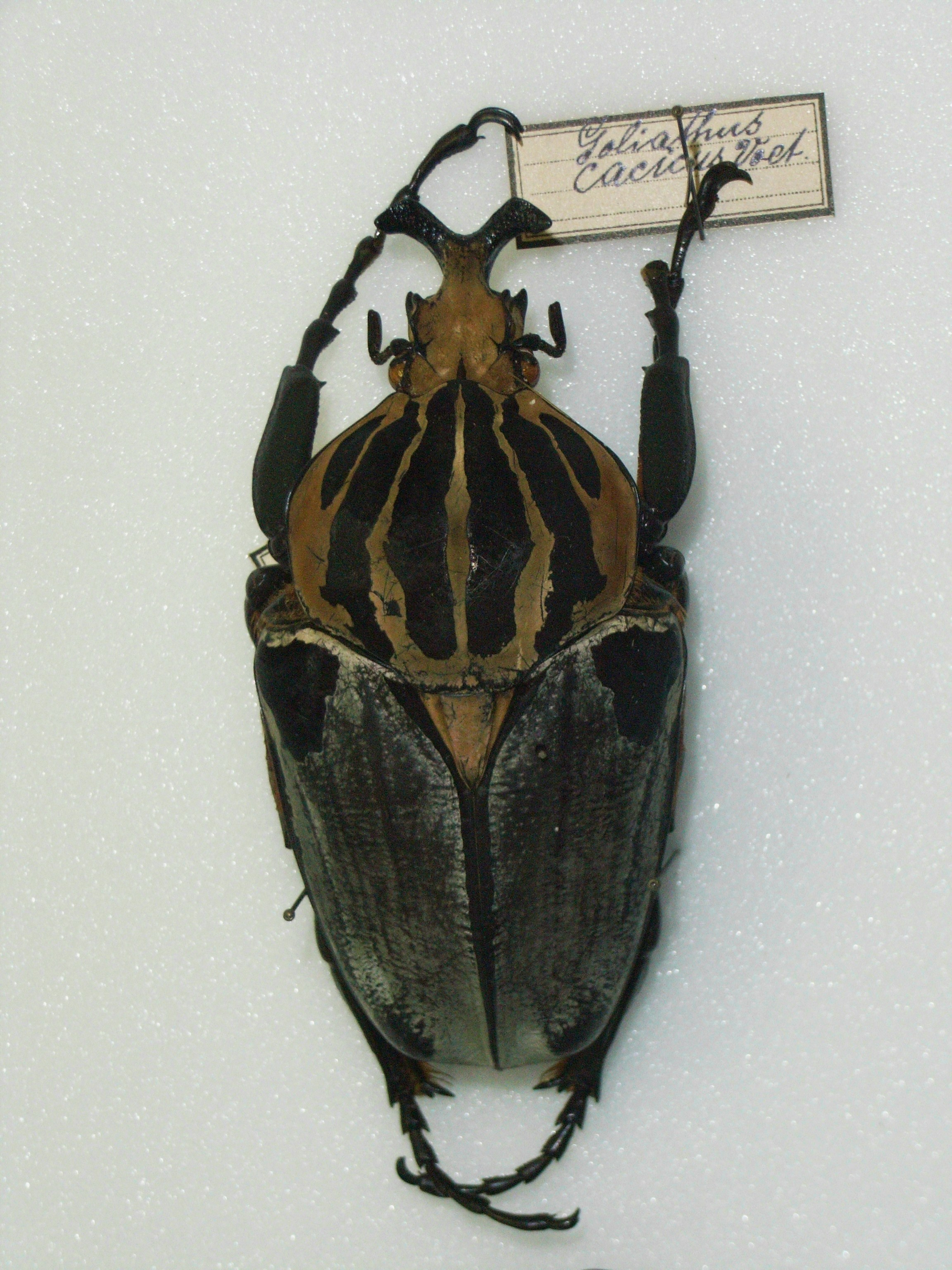